# Associazione Calcio Napoli 1951-1952
Questa voce raccoglie le informazioni riguardanti l'Associazione Calcio Napoli nelle competizioni ufficiali della stagione 1951-1952.

## Divise
| Prima divisa | Prima divisa | Seconda divisa | Seconda divisa | Divisa portiere |

## Organigramma societario
Area direttiva
- Presidente: Alfonso Cuomo

Area tecnica
- Allenatore: Eraldo Monzeglio

## Rosa
| N. |                     | Ruolo | Calciatore        |
| -- | ------------------- | ----- | ----------------- |
|    | Italia (bandiera)   | P     | Giuseppe Casari   |
|    | Italia (bandiera)   | P     | Biagio Dreossi    |
|    | Italia (bandiera)   | D     | Giulio Castelli   |
|    | Italia (bandiera)   | D     | Luciano Comaschi  |
|    | Italia (bandiera)   | D     | Alberto Delfrati  |
|    | Italia (bandiera)   | D     | Bruno Gramaglia   |
|    | Italia (bandiera)   | D     | Giorgio Granata   |
|    | Ungheria (bandiera) | D     | Jenő Vinyei       |
|    | Italia (bandiera)   | C     | Mario Astorri     |
|    | Italia (bandiera)   | C     | Antonio Bacchetti |
|    | Italia (bandiera)   | C     | Flavio Cecconi    |

| N. |                     | Ruolo | Calciatore        |
| -- | ------------------- | ----- | ----------------- |
|    | Italia (bandiera)   | C     | Silvio Formentin  |
|    | Italia (bandiera)   | C     | Aldo Giovannini   |
|    | Ungheria (bandiera) | C     | István Mike Mayer |
|    | Italia (bandiera)   | C     | Manlio Scopigno   |
|    | Italia (bandiera)   | A     | Amedeo Amadei     |
|    | Paraguay (bandiera) | A     | Dionisio Arce     |
|    | Albania (bandiera)  | A     | Naim Krieziu      |
|    | Italia (bandiera)   | A     | Salvatore Martire |
|    | Italia (bandiera)   | A     | Farnese Masoni    |
|    | Italia (bandiera)   | A     | Paolo Todeschini  |

## Risultati

### Serie A

#### Girone di andata
| Arbitro: | Carpani (Milano) |

|             |           |            |
| Rinaldi 32’ | Marcatori | 25’ Masoni |

| Arbitro: | Valsecchi (Milano) |

|                     |           |                                           |
| Delfrati 27’ (aut.) | Marcatori | 5’ Masoni 32’ Cecconi 37’ Mike 74’ Amadei |

| Arbitro: | Silvano (Torino) |

|                       |           |  |
| Vinyei 46’ Amadei 90’ | Marcatori |  |

| Arbitro: | Marchetti (Milano) |

|                          |           |  |
| Masoni 29’ Formentin 49’ | Marcatori |  |

| 7 ottobre 1951 5ª giornata | Sampdoria | 2 – 1 referto | Napoli |  |

| 14 ottobre 1951 6ª giornata | Napoli | 1 – 0 referto | Inter |  |

| 21 ottobre 1951 7ª giornata | Novara | 1 – 0 referto | Napoli |  |

| 28 ottobre 1951 8ª giornata | Napoli | 4 – 1 referto | Pro Patria |  |

| 4 novembre 1951 9ª giornata | Torino | 0 – 2 referto | Napoli |  |

| 18 novembre 1951 10ª giornata | Napoli | 0 – 2 referto | Milan |  |

| 2 dicembre 1951 11ª giornata | Napoli | 1 – 2 referto | Palermo |  |

| 9 dicembre 1951 12ª giornata | Lazio | 1 – 0 referto | Napoli |  |

| 16 dicembre 1951 13ª giornata | Napoli | 0 – 0 referto | Triestina |  |

| 23 dicembre 1951 14ª giornata | Como | 2 – 4 referto | Napoli |  |

| 30 dicembre 1951 15ª giornata | Napoli | 1 – 2 referto | Juventus |  |

| 6 gennaio 1952 16ª giornata | SPAL | 2 – 1 referto | Napoli |  |

| 13 gennaio 1952 17ª giornata | Napoli | 2 – 1 referto | Fiorentina |  |

| 20 gennaio 1952 18ª giornata | Legnano | 2 – 4 referto | Napoli |  |

| 19 marzo 1952 19ª giornata | Atalanta | 2 – 4 referto | Napoli |  |

#### Girone di ritorno
| 3 febbraio 1952 20ª giornata | Napoli | 1 – 2 referto | Udinese |  |

| 20 febbraio 1952 21ª giornata | Napoli | 1 – 1 referto | Bologna |  |

| 17 febbraio 1952 22ª giornata | Padova | 0 – 1 referto | Napoli |  |

| 24 febbraio 1952 23ª giornata | Lucchese | 0 – 0 referto | Napoli |  |

| 9 marzo 1952 24ª giornata | Napoli | 1 – 0 referto | Sampdoria |  |

| 16 marzo 1952 25ª giornata | Inter | 3 – 0 referto | Napoli |  |

| 23 marzo 1952 26ª giornata | Napoli | 0 – 1 referto | Novara |  |

| 30 marzo 1952 27ª giornata | Pro Patria | 1 – 1 referto | Napoli |  |

| 6 aprile 1952 28ª giornata | Napoli | 4 – 0 referto | Torino |  |

| 13 aprile 1952 29ª giornata | Milan | 3 – 2 referto | Napoli |  |

| 20 aprile 1952 30ª giornata | Palermo | 1 – 1 referto | Napoli |  |

| 27 aprile 1952 31ª giornata | Napoli | 2 – 1 referto | Lazio |  |

| 4 maggio 1952 32ª giornata | Triestina | 0 – 0 referto | Napoli |  |

| 11 maggio 1952 33ª giornata | Napoli | 7 – 1 referto | Como |  |

| 18 maggio 1952 34ª giornata | Juventus | 1 – 1 referto | Napoli |  |

| 1º giugno 1952 35ª giornata | Napoli | 2 – 1 referto | SPAL |  |

| 8 giugno 1952 36ª giornata | Fiorentina | 2 – 1 referto | Napoli |  |

| 15 giugno 1952 37ª giornata | Napoli | 2 – 3 referto | Legnano |  |

| 22 giugno 1952 38ª giornata | Napoli | 3 – 1 referto | Atalanta |  |

## Statistiche
Statistiche aggiornate al 22 giugno 1952.

### Statistiche di squadra
| Competizione | Punti | In casa | In casa | In casa | In casa | In casa | In casa | In trasferta | In trasferta | In trasferta | In trasferta | In trasferta | In trasferta | Totale | Totale | Totale | Totale | Totale | Totale | DR  |
| Competizione | Punti | G       | V       | N       | P       | Gf      | Gs      | G            | V            | N            | P            | Gf           | Gs           | G      | V      | N      | P      | Gf     | Gs     | DR  |
| ------------ | ----- | ------- | ------- | ------- | ------- | ------- | ------- | ------------ | ------------ | ------------ | ------------ | ------------ | ------------ | ------ | ------ | ------ | ------ | ------ | ------ | --- |
| Serie A      | 42    | 19      | 11      | 2       | 6       | 36      | 19      | 19           | 6            | 6            | 7            | 28           | 25           | 38     | 17     | 8      | 13     | 64     | 44     | +20 |
| Totale       | 42    | 19      | 11      | 2       | 6       | 36      | 19      | 19           | 6            | 6            | 7            | 28           | 25           | 38     | 17     | 8      | 13     | 64     | 44     | +20 |

### Statistiche dei giocatori
| Giocatore     | Serie A  | Serie A |
| Giocatore     | Presenze | Reti    |
| ------------- | -------- | ------- |
| A. Amadei     | 36       | 12      |
| D. Arce       | 11       | 2       |
| M. Astorri    | 30       | 13      |
| A. Bacchetti  | 4        | 0       |
| G. Casari     | 37       | -41     |
| G. Castelli   | 30       | 0       |
| F. Cecconi    | 3        | 1       |
| L. Comaschi   | 16       | 0       |
| A. Delfrati   | 38       | 0       |
| B. Dreossi    | 1        | -3      |
| S. Formentin  | 25       | 7       |
| A. Giovannini | 2        | 0       |
| B. Gramaglia  | 37       | 2       |
| G. Granata    | 33       | 1       |
| N. Krieziu    | 23       | 4       |
| S. Martire    | 1        | 0       |
| F. Masoni     | 10       | 4       |
| I. Mike       | 21       | 8       |
| M. Scopigno   | 6        | 1       |
| P. Todeschini | 18       | 3       |
| J. Vinyei     | 36       | 4       |